# Тоуро
Тоуро (гал. Touro, ісп. Touro) — муніципалітет в Іспанії, у складі автономної спільноти Галісія, у провінції Ла-Корунья. Населення — 4230 осіб (2009).
Муніципалітет розташований на відстані близько 469 км на північний захід від Мадрида, 56 км на південь від Ла-Коруньї.

## Демографія
Динаміка населення (INE ):

## Галерея зображень

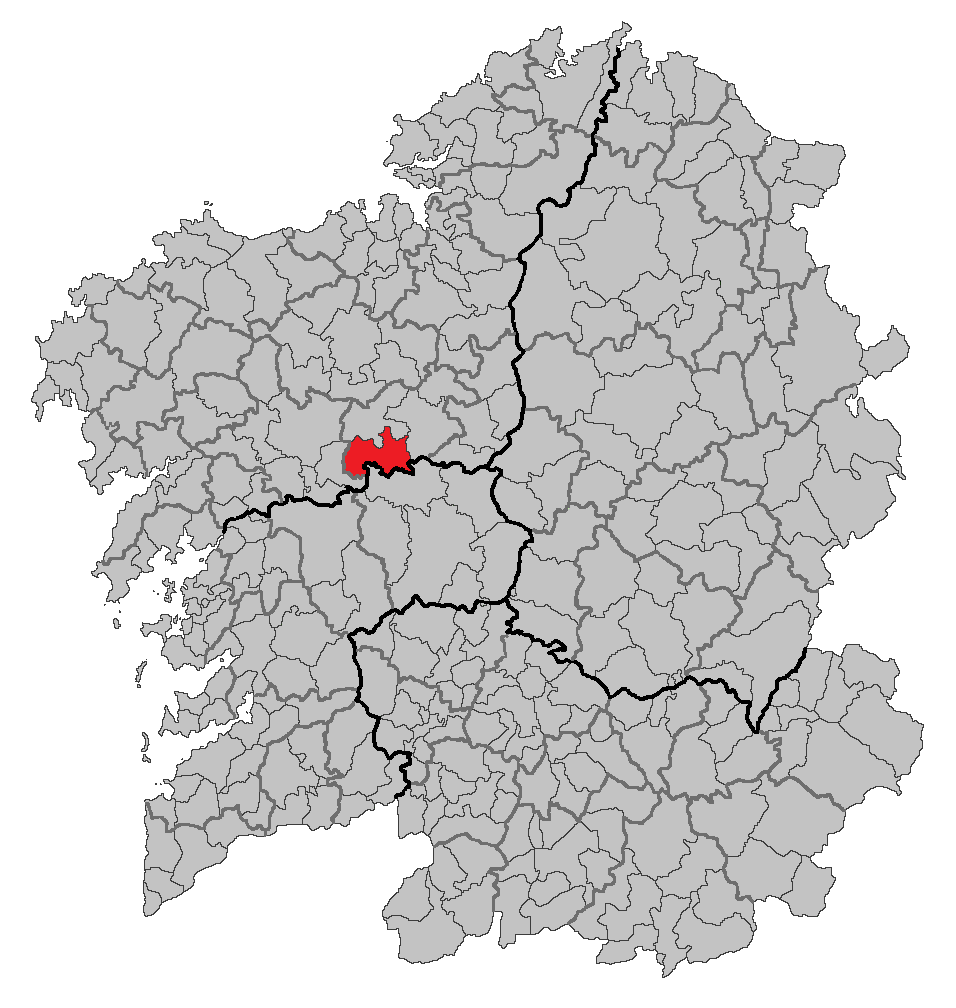
Розташування муніципалітету
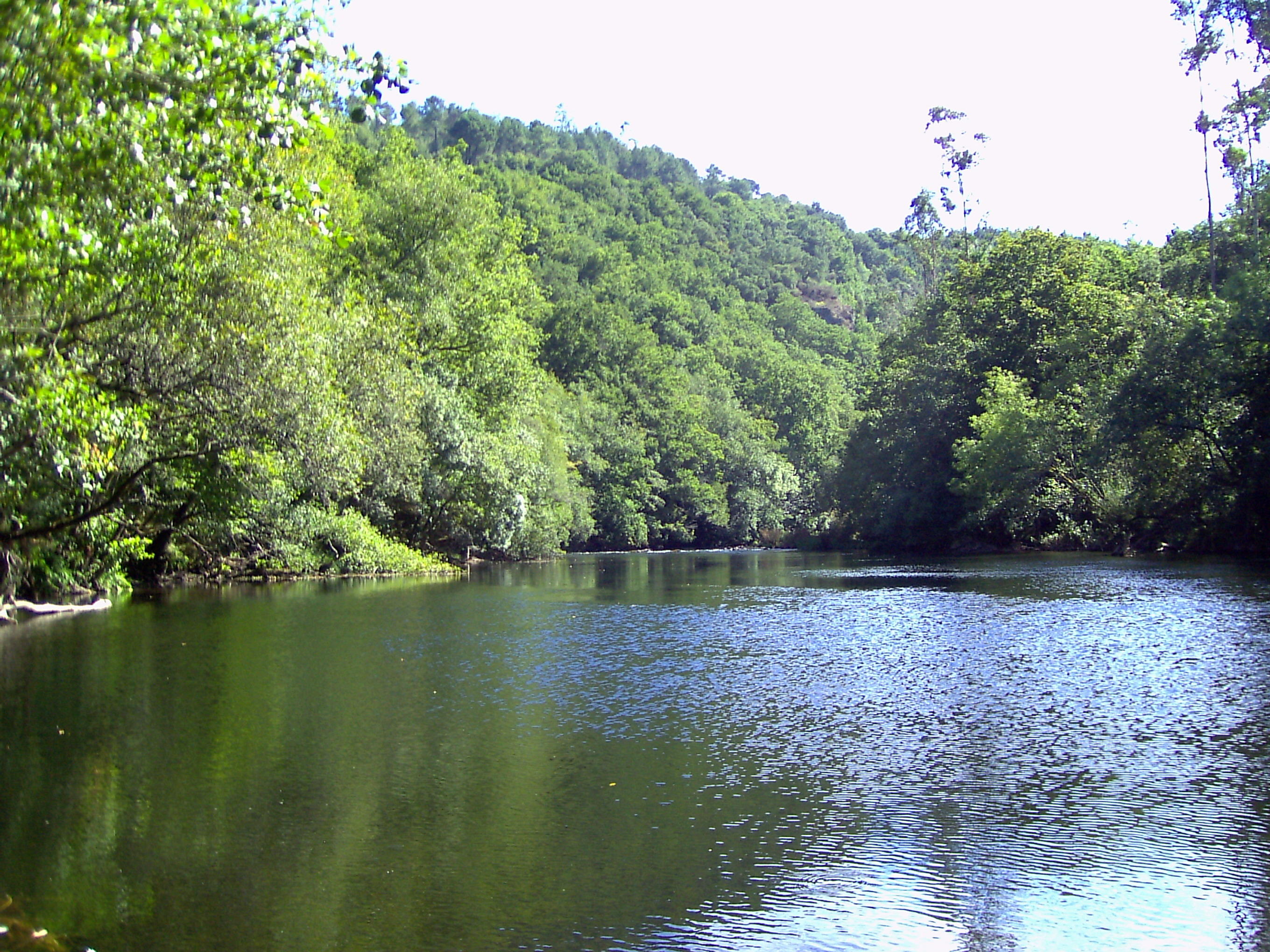
Річка Уля